# Léo Santos
Leonardo Rodrigues dos Santos, noto semplicemente come Léo Santos (San Paolo, 9 dicembre 1998), è un calciatore brasiliano, difensore del Nacional.

## Caratteristiche tecniche
È un difensore centrale.

## Carriera

### Club
Cresciuto nelle giovanili del Corinthians, ha debuttato il 17 novembre 2016 in un match vinto 1-0 contro il Figueirense.

### Nazionale
Nel 2015 con la Nazionale Under-17 brasiliana ha preso parte al Campionato sudamericano Under-17 ed al  Campionato mondiale Under-17.
Nel 2017 con la Nazionale Under-20 brasiliana ha preso parte al Campionato sudamericano Under-20, collezionando 6 presenze e 2 reti.

## Statistiche

### Presenze e reti nei club
Statistiche aggiornate al 3 giugno 2017.
| Stagione           | Squadra            | Campionato         | Campionato | Campionato | Coppe nazionali | Coppe nazionali | Coppe nazionali | Coppe continentali | Coppe continentali | Coppe continentali | Altre coppe | Altre coppe | Altre coppe | Totale | Totale |
| Stagione           | Squadra            | Comp               | Pres       | Reti       | Comp            | Pres            | Reti            | Comp               | Pres               | Reti               | Comp        | Pres        | Reti        | Pres   | Reti   |
| ------------------ | ------------------ | ------------------ | ---------- | ---------- | --------------- | --------------- | --------------- | ------------------ | ------------------ | ------------------ | ----------- | ----------- | ----------- | ------ | ------ |
| 2016               | Corinthians        | A+PAU              | 1+0        | 0          | CB              | 0               | 0               | CL                 | 0                  | 0                  |             | -           | -           | 1      | 0      |
| 2017               | Corinthians        | A+PAU              | 1+1        | 0+1        | CB              | 0               | 0               | CS                 | 0                  | 0                  |             | -           | -           | 2      | 1      |
| Totale Corinthians | Totale Corinthians | Totale Corinthians | 3          | 1          |                 | 0               | 0               |                    | 0                  | 0                  |             | -           | -           | 3      | 1      |
| Totale carriera    | Totale carriera    | Totale carriera    | 3          | 1          |                 | 0               | 0               |                    | 0                  | 0                  |             | -           | -           | 3      | 1      |

## Palmarès

### Competizioni statali
- Campionato Paulista: 3

Corinthians: 2017, 2018, 2019

#### Competizioni nazionali
- Campeonato Brasileiro Série A: 1

Corinthians: 2017

### Nazionale
- Campionato sudamericano Under-17: 1

2015